# Club Vosgien

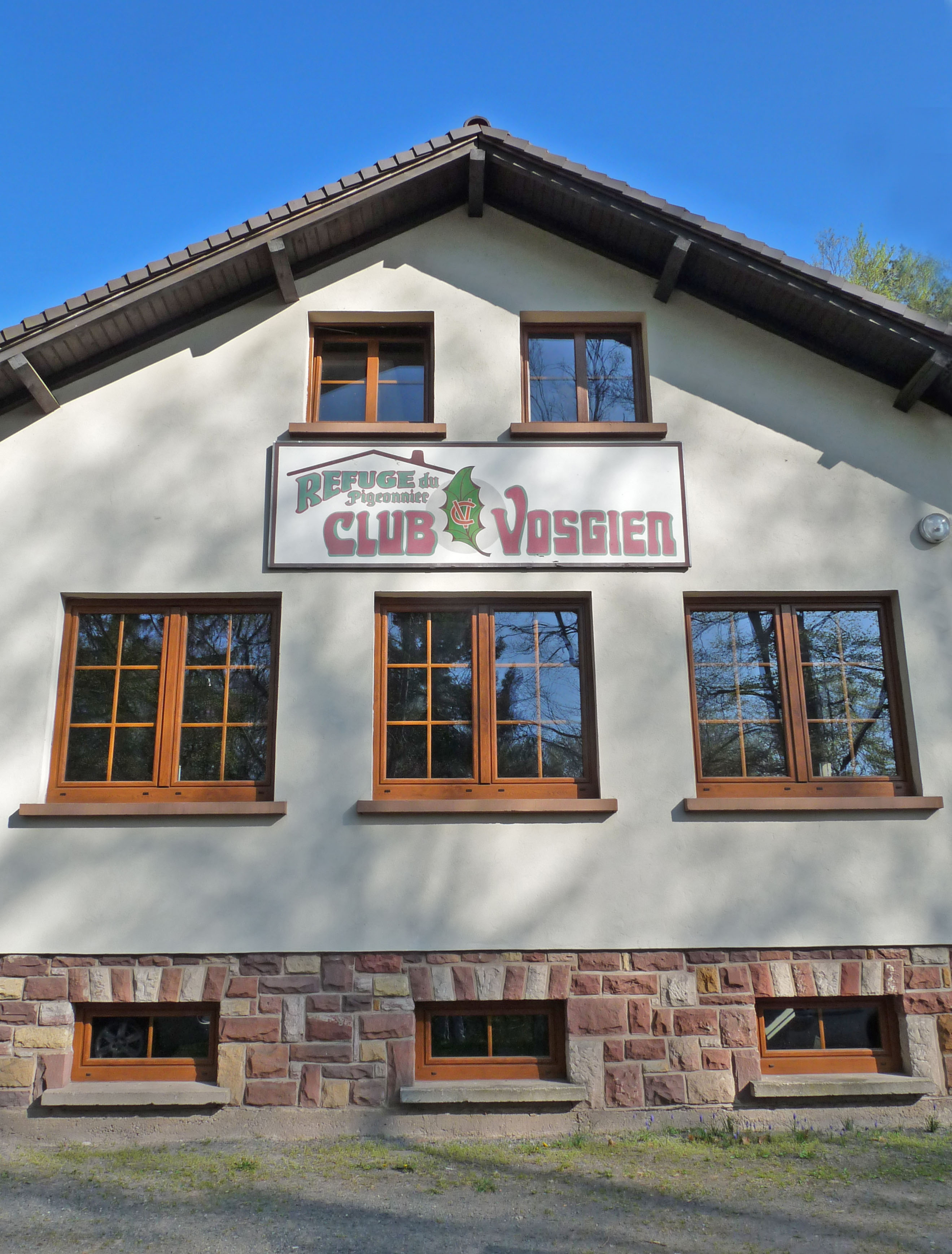
De Refuge du Pigeonnier, uitgebaat door de Vlub Vosgien

De Club Vosgien (vrije vertaling: Vogezenclub) is een Franse vereniging die zich inzet voor de bescherming van de natuur in de Vogezen. De leden van de vereniging staan onder meer in voor de markeringen van de wandelpaden en het uitbaten van hutten in de Vogezen.
De Club Vosgien werd opgericht in 1872 in Saverne en werd in 1879 van overheidswege erkend als een vereniging van openbaar nut. De vereniging telt 126 regionale afdelingen die elk een deel van de wandelpaden onderhoudt.